# Emily Carr
Emily Carr (13 de diciembre de 1871 - 2 de marzo de 1945) fue una artista y escritora canadiense profundamente inspirada por los indígenas de la Costa Noroeste del Pacífico. La Enciclopedia Canadiense la describe como un "icono canadiense".  

## Obra
Básicamente se conoce a Carr por sus pinturas. Fue una de las primeras artistas en intentar captar el espíritu de Canadá en un estilo moderno. Previamente, la pintura canadiense consistía básicamente en retratos y paisajes representativos. Los temas principales tratados por Carr en su obra adulta fueron los nativos y la naturaleza: "Los tótems nativos situados en la profundidad del bosque o en aldeas nativas abandonadas" y, más tarde, "los largos ritmos de los bosques del Oeste, playas de maderas flotantes agitadas y amplios cielos". Carr homogeneizaba estos dos temas de una forma propia y única. "La calidad en su habilidad pictórica y su visión [...] le permitieron dar forma a los mitos del Pacífico que estaban cuidadosamente destilados en su imaginación".
Destacan sus obras escritas, de nuevo sobre sus amigos nativos. Además de Klee Wyck, Carr escribió The Book of Small (1942),The House of All Sorts (1944), y publicados póstumamente, Growing Pains (1946), Pause, The Heart of a Peacock (1953), y Hundreds and Thousands (1966). Estos libros muestran a Carr como una consumada escritora. Aunque muchos son autobiográficos, lo cierto es que no ha sido posible verificar los hechos. 
Su vida en sí misma la convirtió en un "icono canadiense", según la Enciclopedia canadiense, que la define también como "una artista de sensacional originalidad y fuerza". Fue de maduración tardía y empezó a crear a la edad de 57 años. Contra todo pronóstico,  ya que vivía en una sociedad poco atrevida artísticamente, llegó a conocer el éxito y se convirtió  en "un referente del movimiento de la mujer" para quien la conoció en 1930 en Nueva York.

## Reconocimientos
Instituciones en su memoria:
- Casa Emily Carr en el 207 Government Street, Victoria (Columbia Británica) V8V 2K8
- Universidad de Arte y Diseño Emily Carr en Vancouver, British Columbia
- Biblioteca pública Emily Carr en Victoria, British Columbia
- Instituto de enseñanza secundaria Emily Carr en Woodbridge, Ontario
- Escuela primaria Emily Carr en Vancouver, Columbia Británica
- Instituto Emily Carr en Ottawa
- Escuela pública Emily Carr en London y Toronto, Ontario
- Escuela pública Emily Carr en Oakville Ontario

En 1994, el grupo de trabajo para el sistema de nomenclatura planetaria de la Unión Astronómica Internacional bautizaron un cráter de Venus con el nombre de CARR. El cráter CARR tiene un diámetro aproximado de 31.9 kilómetros
Mascall Dance creó "The Brutal Telling" en 1997, una pieza de baile relatando la vida de Carr. La banda sonora corrió a cargo de Veda Hille, quien grabó las canciones y las publicó en su álbum Here is a picture (Songs for E Carr). 
La Ensenada Emily Carr, un salto de agua de la Chapple Inlet, en la Costa Norte de la Columbia Británica, fue bautizada en su honor.